# Steinar Bråten
Steinar Bråten (Drangedal, 17 settembre 1962) è un ex saltatore con gli sci norvegese.

## Biografia
In Coppa del Mondo esordì il 30 dicembre 1982 a Oberstdorf (5°), ottenne il primo podio nella gara successiva, il 1º gennaio 1983 a Garmisch-Partenkirchen (2°), e l'unica vittoria il 13 marzo seguente a Oslo.
In carriera prese parte a un'edizione dei Giochi olimpici invernali: Sarajevo 1984 (18° nel trampolino normale).

## Palmarès

### Coppa del Mondo
- Miglior piazzamento in classifica generale: 6º nel 1983
- 4 podi (tutti individuali):
  - 1 vittoria
  - 1 secondo posto
  - 2 terzi posti

#### Coppa del Mondo - vittorie
| Data          | Località | Nazione  | Trampolino        |
| ------------- | -------- | -------- | ----------------- |
| 13 marzo 1983 | Oslo     | Norvegia | Holmenkollen K105 |

#### Torneo dei quattro trampolini
- 1 podio di tappa[1]:
  - 1 secondo posto